# Humberto Castelo Branco

Humberto Castelo Branco (1964)

Humberto de Alencar Castelo Branco (* 20. September 1897 in Messejana CE; † 18. Juli 1967 in Mondumbim CE) war von 1964 bis 1967 Präsident Brasiliens.

## Leben
Castelo Branco war Sohn eines ranghohen Offiziers des brasilianischen Militärs und schlug selbst früh eine militärische Laufbahn ein. Er studierte an Militärakademien in Porto Alegre und Realengo im Westen der Stadt Rio de Janeiro. Im Zweiten Weltkrieg war er Teilnehmer des Brasilianischen Expeditionskorps und kämpfte 1944 bis 1945 in Italien. Danach bekleidete er diverse hohe Posten im Militär und wurde 1962 zum General befördert.
Am 1. April 1964 gehörte Branco zu den Anführern des Militärputsches, der den Präsidenten João Goulart seines Amtes enthob. In der Folge war er der erste Präsident, den das Militärregime installierte. Die Regierung Castelo Brancos konzentrierte sich darauf, die Grundlagen für ein neues Regime zu legen und zu festigen. Nachdem er ursprünglich dazu ernannt worden war, die Amtsperiode bis 1966 zu regieren, bekam er vom Kongress ein Verfassungsgesetz, das seine Amtsperiode bis zum 15. März 1967 verlängerte.
Unter seiner Regierung wurden mehrere Gesetze beschlossen, die dazu bestimmt waren, die Macht des Militärs zu festigen. 1965 wurde ein Gesetz eingeführt, welches ein Zweiparteiensystem vorschrieb. Es erlaubte nur die Regierungspartei Allianz der Nationalen Erneuerung und eine formelle Oppositionspartei, die Brasilianische Demokratische Bewegung (MDB). Nachdem es Oppositionskandidaten gelungen war, in den Bundesstaaten Guanabara und Minas Gerais die Gouverneurswahlen zu gewinnen, wurde eine indirekte Wahl für Gouverneure und Bürgermeister von Großstädten eingeführt.
Im Jahr 1966 gab es eine Serie von Studentendemonstrationen gegen die Regierung, die Regierungspartei gewann aber trotzdem die Parlamentswahlen am 15. November 1966. Mit ihrer Parlamentsmehrheit konnte die Regierung von Castelo Branco Gesetze zur Kontrolle der Presse und neue Sicherheitsgesetze einführen. Kurz vor Ende der Amtszeit wurde noch ein Gesetz erlassen, das die Rechte der Zentralregierung auf Kosten der Bundesstaaten stärkte.
Die radikalen Wirtschaftsreformen des Regimes von Castelo Branco waren zwar unpopulär, brachten jedoch Wirtschaftswachstum, reduzierten die Inflation und stellten die Kreditwürdigkeit Brasiliens im Ausland wieder her.
Am 15. März 1967 wurde der Nachfolger von Castelo Branco, Artur da Costa e Silva, vereidigt, der vorher Kriegsminister gewesen war. Vier Monate später kam Castelo Branco bei einem Flugzeugunfall ums Leben.